# Plantago rupicola
Plantago rupicola är en grobladsväxtart som beskrevs av Pilger. Plantago rupicola ingår i släktet kämpar, och familjen grobladsväxter. Inga underarter finns listade i Catalogue of Life.